# Rakov Škocjan
Rakov Škocjan je kraška dolina, po kateri teče reka Rak. Leži med Cerkniškim in Planinskim poljem, jugovzhodno od avtocestnega odseka A1 Postojna-Unec. Dolina je dobila ime po cerkvi sv. Kancijana, katere ostaline so pri Velikem naravnem mostu domnevno ob prehodu 15. v 16. stoletje, danes pa so od nje vidne le še ruševine.

## Krajinski park
Sam Rakov Škocjan je po pobudi naravoslovca Pavla Kunaverja in ob prizadevanju prve slovenske poklicne naravovarstvenice Angele Piskernik že od leta 1949 zavarovan z Republiško odločbo kot prirodna znamenitost in je sedaj zavarovan kot krajinski park. Skozenj z izobraževalnimi tablami vodi zelo lepo označena naravoslovna učna pot. 

## Nastanek doline
Apnenec je sorazmerno odporna kamnina, ki pa ima to lastnost, da ga voda raztaplja. Po nastalih razpokah pronica deževnica, ki spotoma topi kamnino. V smeri vodnih tokov počasi nastajajo rovi in dvorane. Če taka podzemna reka teče kje blizu površja, se lahko zgodi, da se z raztapljanjem kamnine jamski strop vedno bolj tanjša in se zaradi lastne teže nazadnje tudi poruši. To se je v daljni preteklosti dogodilo tudi v Rakovem Škocjanu. Nastal je kanjon, padle kamnite bloke pa je voda počasi raztopila. Kjer se je udiranje začelo je danes že lepa zelena dolina, na izvirnem in ponornem delu pa so mogočne soteske z mostovoma kot ostankoma nekdanjega stropa.
Ta rečna dolina ima na eni strani izvire in na drugi odtočni strani ponore - dolina s kraškim dotokom in odtokom. V zgornjem zatrepnem delu doline, že v udornicah Zelških jam je Mali naravni most, približno 2,5 km nizvodno ob Raku pa še Veliki naravni most. Rak izvira iz Zelških jam oziroma iz udornic, ki so nastale po zrušitvi jamskega stropa.

## Naravne znamenitosti v parku
- Zelške jame z 8 do 50 m globokimi udori, skozi katere lahko opazujemo tok Raka.
- Mali naravni most je tanek ostanek stropa med dvema udoroma, katerega zgornji rob je 42 m nad potokom.
- Veliki naravni most je ostanek porušenega jamskega stropa na ponorni strani potoka, 23 m debel in 37 m visok zgornji rob mostu.
- Udorna vrtača Kotel z jezerom, ki niha skladno z vodnim stanjem v Kotličih.
- Tkalca jama je 2845 m dolga jama, ki ima dva vhoda, ponor Raka in stranski udor ob cesti

## Zgodovina Rakovega Škocjana
Rakov Škocjan ima dolgo zgodovino povezano s človekovim življenjem.
Arheološke najdbe ostankov orodij iz paleolitika dokazujejo, da je pračlovek naseljeval udornice v Rakovem Škocjanu že v prazgodovini. Iz kasnejše železne dobe so našli ostanke lončevine, ki so jih izkopali pri cerkvici sv.Kancijana, in obrambni nasip na zahodni strani, po čemer sklepajo, da je bila tam tudi ilirska naselbina. 
V obdobju turških vpadov v te kraje od 15. stoletja dalje so se sem zatekali prebivalci bližnjih vasi, o čemer pričajo najdbe ostankov v udornicah pod Malim mostom. Prvi pisni vir izhaja prav iz tega obdobja, z letnico 1526 - to je zapisnik izterjevalca selskega sodišča hasperškega (grad Haasberg pri Planini). Zabeleženo je, da je cerkvica sv. Kancijana prispevala majhen srebrn kelih. Prvi znani opis najdemo v Valvasorjevi Slavi vojvodine Kranjske iz leta 1689.

## Živalstvo in rastlinstvo
V Zelških jamah, Prunkovcu in Kotlu so bili najdeni polžki Belgrandiella kusceri, ki so endemiti podzemske Ljubljanice. V dolini pa raste razmeroma redka praprot močvirska krpača (Thelypteris palustris). Dolino obdajajo jelovo bukovi gozdovi.

## Galerija
- Umetniška slika Rakovega Škocjana.
- Stene in reka Rak.
- Reka Rak pod naravnim mostom.
- Mali naravni most.
- Rakov Škocjan.
- Naravni mostovi.